# Keith Michell
Keith Joseph Michell (* 1. Dezember 1926 in Adelaide, South Australia; † 20. November 2015 in London) war ein australischer Schauspieler.

## Leben
Keith Michell gab sein Debüt auf der Theaterbühne im Jahr 1947. 1951 ging er nach London, wo er in verschiedenen Stücken mitwirkte, unter anderem in Don-Quijote-Bearbeitungen. Im Jahr 1970 hatte er seinen ersten großen Auftritt als Heinrich VIII. in The Six Wives of Henry VIII. Von 1974 bis 1977 war er der leitende Regisseur am Chichester Festival Theatre. Im amerikanischen Fernsehen hatte er einige Auftritte als charmanter Ex-Dieb Dennis Stanton in der Krimiserie Mord ist ihr Hobby, neben Angela Lansbury. Einem breiten Publikum wurde er im Jahr 1987 bekannt, als er die Hauptrolle des Entdeckers James Cook in der vierteiligen Fernsehproduktion Wind und Sterne übernahm.
Keith Michell war mit der Schauspielerin Jeanette Sterke verheiratet und bekam mit ihr zwei Kinder, darunter die Schauspielerin Helena Michell. Das Theater in Port Pirie, wo er aufwuchs, ist nach ihm benannt. Er starb am 20. November 2015 im Alter von 88 Jahren in seinem Zuhause in Hamstead.

## Filmografie (Auswahl)
- 1957: True as a Turtle
- 1962: All Night Long

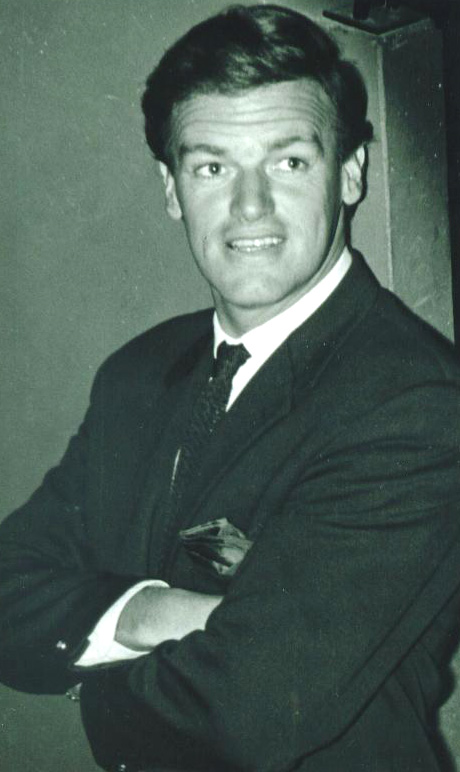
Michell im Chichester Festival Theater (1962)

- 1962: Pirat der sieben Meere (Il dominatore dei 7 mari) (Francis Drake)
- 1968: Jedes Kartenhaus zerbricht (House of Cards)
- 1968–1969: Play of the Month (Fernsehserie)
- 1970: Der Vollstrecker (The Executioner)
- 1972: Heinrich VIII und seine sechs Frauen (Henry VIII and His Six Wives)
- 1974: The Story of Jacob and Joseph
- 1976: The Story of David
- 1979: The Tenth Month
- 1979: Julius Caesar (Fernsehfilm)
- 1983: Cross Creek
- 1987: Wind und Sterne (Captain James Cook)
- 1988: Die Täuscher (The Deceivers)
- 1988–1993: Mord ist ihr Hobby (Murder, She Wrote) (Fernsehserie, neun Folgen)
- 1996: Der Prinz und der Bettelknabe (The Prince and the Pauper) (Fernsehfilm)